# Do You Wanna Dance? (canción de Barry Blue)
«Do You Wanna Dance?» es una canción interpretada por el cantante británico Barry Blue. Fue publicada el 12 de octubre de 1973 a través de Bell Records.

## Rendimiento comercial
«Do You Wanna Dance?» se convirtió en el segundo y último éxito comercial de Blue, alcanzando el puesto #7 en el Reino Unido durante la semana del 24 de noviembre de 1973. También alcanzó la posición #14 en Irlanda, #11 en Alemania y #38 en Australia.

## Posicionamiento
| Gráfica (1973–74)                       | Pico de posición |
| --------------------------------------- | ---------------- |
| Alemania (Official German Charts)       | 11               |
| Australia (Kent Music Report)           | 38               |
| Bélgica (Flandes) (Ultratop 50 Singles) | 9                |
| Bélgica (Valonia) (Ultratop 50 Singles) | 32               |
| Irlanda (Irish Singles Chart)           | 14               |
| Países Bajos (Nederlandse Top 40)       | 14               |
| Países Bajos (Single Top 100)           | 11               |
| Reino Unido (UK Singles Chart)          | 7                |